# Kyle Swanepoel
Pour les articles homonymes, voir Swanepoel.
Kyle Swanepoel (né le 27 novembre 2002) est un coureur cycliste sud-africain.

## Palmarès

### Championnats d'Afrique
- Le Caire 2020
  -  Champion d'Afrique de poursuite par équipes juniors (avec James Swart, Dian Janjetich et Dillon Geary)
  -  Champion d'Afrique de l'américaine juniors (avec Dian Janjetich)
  -  Champion d'Afrique de course aux points juniors
  -  Médaillé d'argent de la poursuite individuelle juniors
  -  Médaillé de bronze de l'omnium juniors
  -  Médaillé de bronze du scratch juniors
- Le Caire 2021
  -  Champion d'Afrique de poursuite individuelle
  -  Champion d'Afrique de poursuite par équipes (avec David Maree, Stephanus van Heerden et Dillon Geary)
  -  Médaillé de bronze du scratch
  -  Médaillé de bronze de la course à l'américaine (avec Dillon Geary)
  -  Médaillé de bronze de l'omnium